# Marathon van Rome 2006

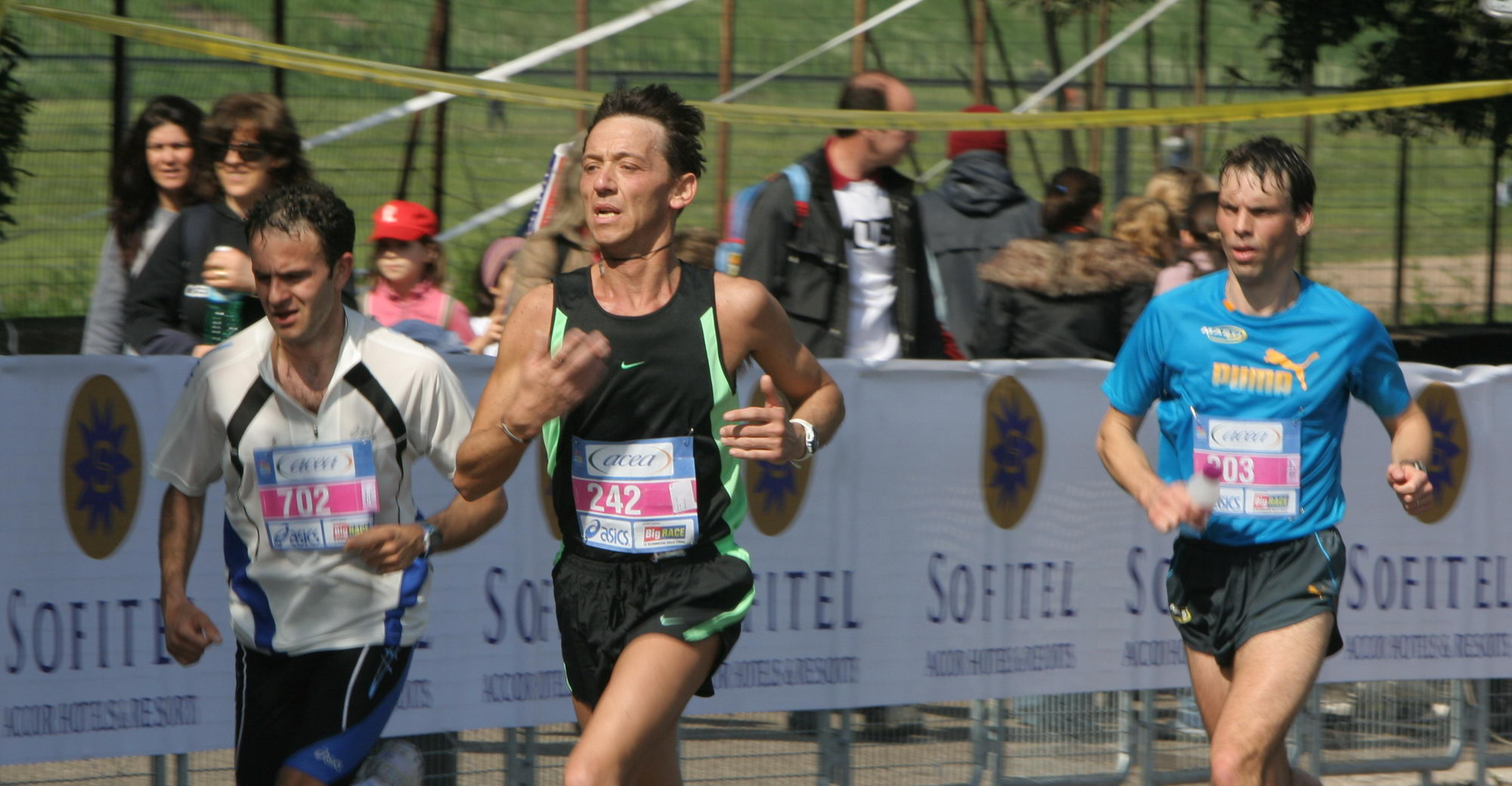
Marathonlopers in actie tijdens de wedstrijd.

De marathon van Rome 2006 vond plaats op zondag 26 maart 2006 in Rome. Het was de elfde editie van deze marathon.

## Uitslagen

### Mannen
| rang   | naam                 | land | tijd    |
| ------ | -------------------- | ---- | ------- |
| Goud   | David Mandago        | KEN  | 2:08.38 |
| Zilver | Daniele Caimmi       | ITA  | 2:09.30 |
| Brons  | Laban Kipngetich     | KEN  | 2:10.00 |
| 4      | Thomas Chemitei      | KEN  | 2:10.05 |
| 5      | Oleksandr Koezin     | UKR  | 2:10.09 |
| 6      | Solomon Rotich       | KEN  | 2:11.42 |
| 7      | Andrew Limo          | KEN  | 2:11.48 |
| 8      | Abdelhak El Gorch    | BRN  | 2:11.49 |
| 9      | Abebe Hailemarian    | ETH  | 2:14.28 |
| 10     | Wesly Ngetich        | KEN  | 2:14.36 |
| 11     | Daniel Yego          | ETH  | 2:15.49 |
| 12     | Derba Medeksa        | ETH  | 2:15.55 |
| 13     | Joseph Kibor         | KEN  | 2:17.08 |
| 14     | Benjamin Kiptarus    | KEN  | 2:17.11 |
| 15     | Joachim Nshimirimana | BUR  | 2:18.35 |
| 16     | Adillo Kasime        | ETH  | 2:20.05 |
| 17     | Dembelash Desse      | ETH  | 2:20.26 |
| 18     | Giorgio Calcaterra   | ITA  | 2:21.43 |
| 19     | Fanta Abebe Degu     | ETH  | 2:22.29 |
| 20     | Thomas Kamau         | KEN  | 2:22.33 |

### Vrouwen
| rang   | naam                | land | tijd    |
| ------ | ------------------- | ---- | ------- |
| Goud   | Tetjana Hladyr      | UKR  | 2:25.44 |
| Zilver | Larissa Zousko      | RUS  | 2:26.26 |
| Brons  | Zekiros Adanech     | ETH  | 2:27.38 |
| 4      | Jennifer Rhines     | USA  | 2:29.32 |
| 5      | Svetlana Nekhorosh  | UKR  | 2:35.49 |
| 6      | Yanyan Dai          | MAR  | 2:36.52 |
| 7      | Jimma Marashet      | ETH  | 2:37.08 |
| 8      | Yenalem Ayano       | ETH  | 2:47.01 |
| 9      | Daymar Rabensteiner | AUT  | 2:56.59 |
| 10     | Patricia Signorio   | FRA  | 3:01.14 |

1982 ·
1983 ·
1984 ·
1985 ·
1986 ·
1987 ·
1988 ·
1989 ·
1990 ·
1991 ·
1995 ·
1996 ·
1997 ·
1998 ·
1999 ·
2000 ·
2001 ·
2002 ·
2003 ·
2004 ·
2005 ·
2006 ·
2007 ·
2008 ·
2009 ·
2010 ·
2011 ·
2012 ·
2013 ·
2014 ·
2015 ·
2016 ·
2017